# قراصنة الكاريبي: الرجال الأموات لا يحكون حكايات
قراصنة الكاريبي: الرجال الأموات لا يحكون حكايات (بالإنجليزية: Pirates of the Caribbean: Dead Men Tell No Tales Tides)‏ ويُعرف كذلك بعنوان (ثأر سالازار)، هو فيلم مغامرات أمريكي صدر في عام 2017، وهو الجزء الخامس من سلسلة أفلام قراصنة الكاريبي، تولى إخراجه يواكيم رونينج وإسبن ساندبرغ، وهو من بطولة جوني ديب بدور جاك سبارو، وخافيير باردم بدور سالازار، وجيوفري راش بدور هيكتور باربوسا.
بدأت مرحلة ما قبل الإنتاج للفيلم بعد وقت قصير من إنتاج الجزء الرابع قراصنة الكاريبي: في بحار غريبة، الذي صدر في أوائل عام 2011، وفي أوائل عام 2013 تم التعاقد مع جيف ناثانسون لكتابة سيناريو جديد. كان من المقرر عرض الفيلم عام 2015 ولكن تم تأجيل الفيلم إلى عام 2016 ثم إلى عام 2017 بسبب قضايا النص والميزانية. بدأ التصوير الرئيسي في أستراليا في فبراير 2015، عُرض في 11 مايو 2017 في شنغهاي، وفي 24 مايو 2017 لفرنسا وإيطاليا والفلبين والسويد، وفي 25 مايو 2017 لألمانيا، وفي 26 مايو 2017 للولايات المتحدة والمملكة المتحدة وأستراليا وبلغاريا وكندا والدنمارك وإستونيا وإسبانيا وهونغ كونغ وتركيا.

## القصة
يعود القبطان جاك سبارو (جوني ديب) في مغامرة جديدة، حيث يقوم سلازار (خافيير بارديم) بإطلاق سراح مجموعة من أكثر أشباح القراصنة الموتى خطرًا من مثلث الشيطان، ويقوم الأشباح بالهجوم على القراصنة المتواجدين في البحر، بمن فيهم جاك سبارو نفسه، والأمل الوحيد الباقي أمام سبارو لإيقاف هذا الخطر هو أن يحوز على رمح بوسيدون الذي سيسمح له بالسيطرة على كافّة البحور.

## وصلات خارجية
- قراصنة الكاريبي: الرجال الأموات لا يحكون حكايات على موقع IMDb (الإنجليزية)
- قراصنة الكاريبي: الرجال الأموات لا يحكون حكايات على موقع ميتاكريتيك (الإنجليزية)
- قراصنة الكاريبي: الرجال الأموات لا يحكون حكايات على موقع روتن توميتوز (الإنجليزية)
- قراصنة الكاريبي: الرجال الأموات لا يحكون حكايات على موقع نتفليكس (الإنجليزية)
- قراصنة الكاريبي: الرجال الأموات لا يحكون حكايات على موقع قاعدة بيانات الأفلام العربية
- قراصنة الكاريبي: الرجال الأموات لا يحكون حكايات على موقع ألو سيني (الفرنسية)
- قراصنة الكاريبي: الرجال الأموات لا يحكون حكايات على موقع Turner Classic Movies (الإنجليزية)
- قراصنة الكاريبي: الرجال الأموات لا يحكون حكايات على موقع أول موفي (الإنجليزية)
- قراصنة الكاريبي: الرجال الأموات لا يحكون حكايات على موقع بوكس أوفيس موجو (الإنجليزية)
- قراصنة الكاريبي: الرجال الأموات لا يحكون حكايات على موقع فيلمافينيتي (الإسبانية)
- الموقع الرسمي